# П'єзограф
П'єзограф (рос. пьезограф; англ. piezograph, fluid level recorder, нім. Piezograph m, Spiegelmessgerät n) — прилад для графічної реєстрації зміни рівня рідини у свердловині в часі відносно певного початкового положення.